# Анди Съркис
Анди Съркис (на английски: Andy Serkis) е английски актьор, носител на две награди „Сатурн“ и номиниран за „Еми“, „Златен глобус“ и по три награди „Сателит“ и БАФТА. Най-известен е с изпълнението и озвучаването на персонажи, създадени чрез улавяне на движение, като Ам-гъл във „Властелинът на пръстените“ (2001 – 2003) и „Хобит: Неочаквано пътешествие“ (2012), Кинг Конг в едноименния филм от 2005 г. и Цезар в „Възходът на планетата на маймуните“ (2011) и „Зората на планетата на маймуните“ (2014).

## Частична филмография
- 1994 – „Принцът на Дания“ (Prince of Jutland)
- 1998 – „Суити Барет“ (The Tale of Sweety Barrett)
- 2001 – „Задругата на пръстена“ (The Fellowship of the Ring)
- 2002 – „Двете кули“ (The Two Towers)
- 2003 – „Завръщането на краля“ (The Return of the King)
- 2004 – „Събудих се на 30“ (13 Going on 30)
- 2005 – „Кинг Конг“ (King Kong)
- 2006 – „Алекс Райдър: Операция Стормбрейкър“ (Stormbreaker)
- 2006 – „Престиж“ (The Prestige)
- 2006 – „Отнесени“ (Flushed Away)
- 2008 – „Мастилено сърце“ (Inkheart)
- 2008 – „Айнщайн и Едингтън“ (Einstein and Eddington)
- 2010 – „Кеят на злото“ (Brighton Rock)
- 2011 – „Възходът на планетата на маймуните“ (Rise of the Planet of the Apes)
- 2011 – „Тайните служби на Дядо Коледа“ (Arthur Christmas)
- 2011 – „Приключенията на Тинтин: Тайната на еднорога“ (The Adventures of Tintin)
- 2012 – „Хобит: Неочаквано пътешествие“ (The Hobbit: An Unexpected Journey)
- 2014 – „Зората на планетата на маймуните“ (Dawn of the Planet of the Apes)
- 2015 – „Отмъстителите: Ерата на Ултрон“ (Avengers: Age of Ultron)
- 2015 – „Междузвездни войни: Силата се пробужда“ (Star Wars: The Force Awakens)